# تریومف جی‌تی۶
تریومف جی‌تی۶ (Triumph GT۶) خودرویی است که در سال‌های ۱۹۶۶–۱۹۷۳ توسط شرکت انگلیسی تریومف موتور در کاونتری تولید شده‌است.
این خودرو در کلاس خودرو اسپورت قرار گرفته، طراحی آن خودروهای موتور جلو-محور عقب بوده طول آن در حالت طبیعی ۳٬۷۱۷ میلیمتر (۱۴۶٫۳ اینچ) و عرض آن در حالت طبیعی ۱٬۴۵۰ میلیمتر (۵۷ اینچ) و ارتفاع آن در حالت طبیعی ۱٬۱۹۳ میلیمتر (۴۷٫۰ اینچ) است. سیستم جعبه‌دندهٔ آن ۴ دنده به صورت دستی است.

## نگارخانه

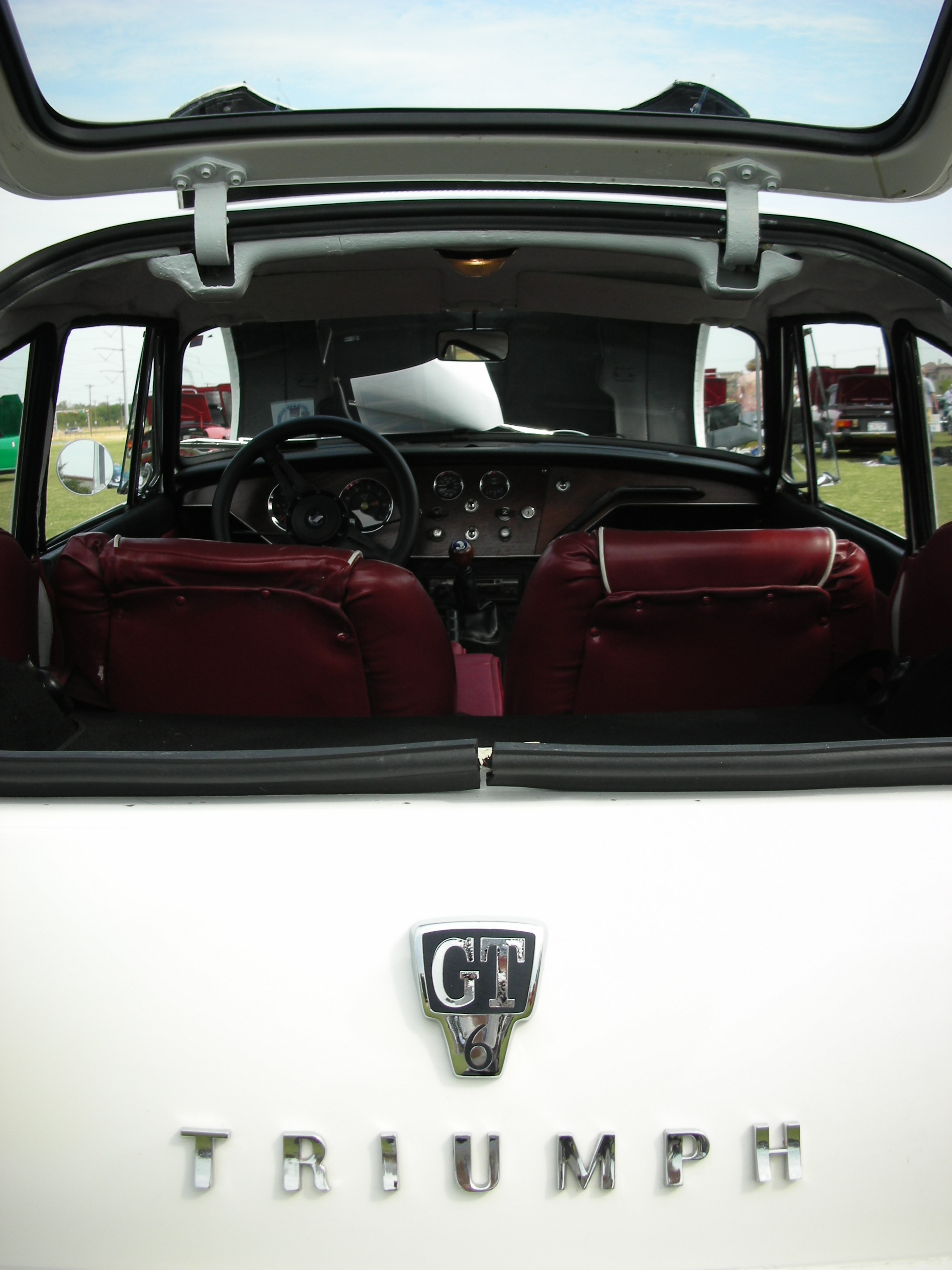
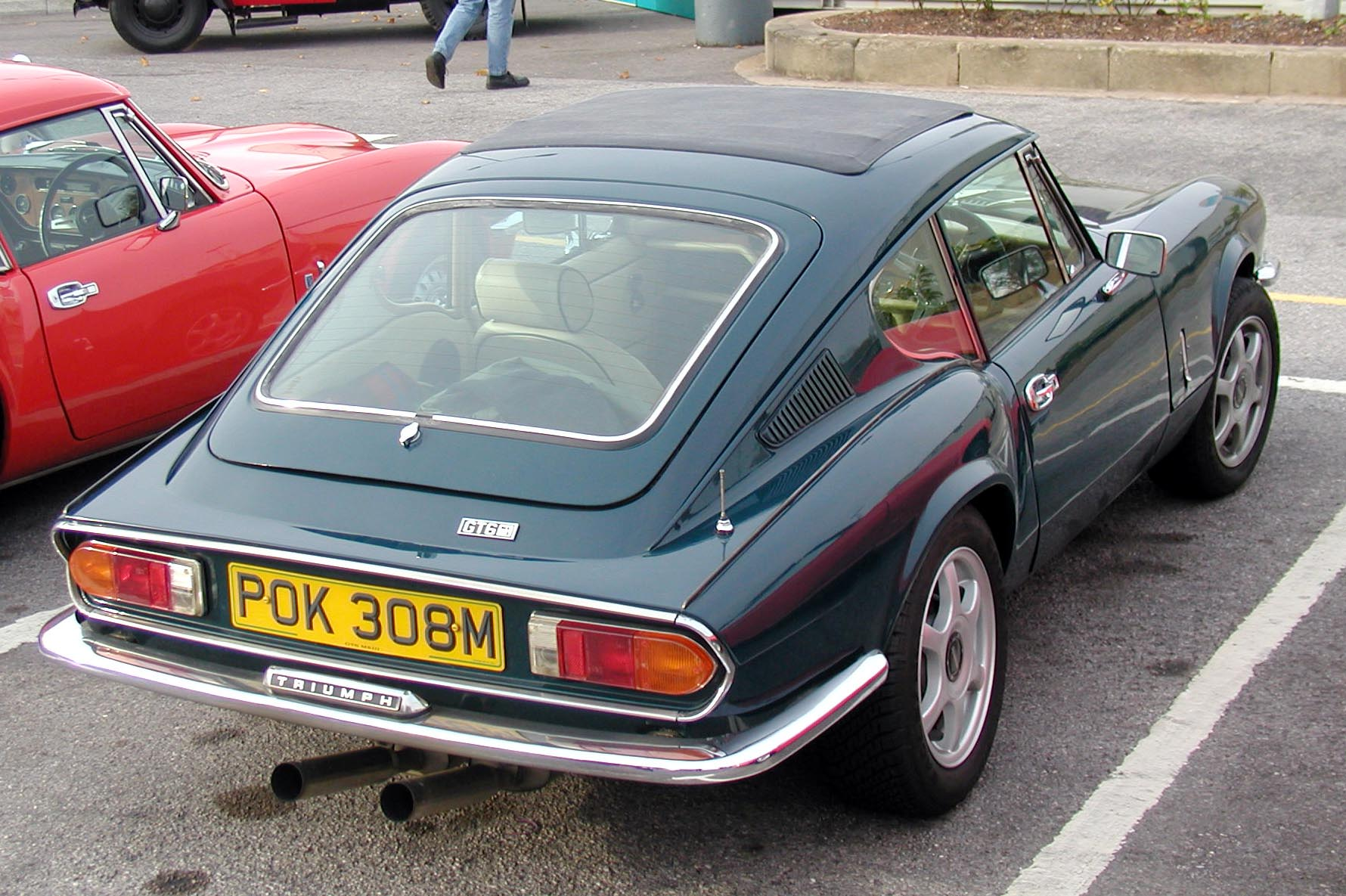
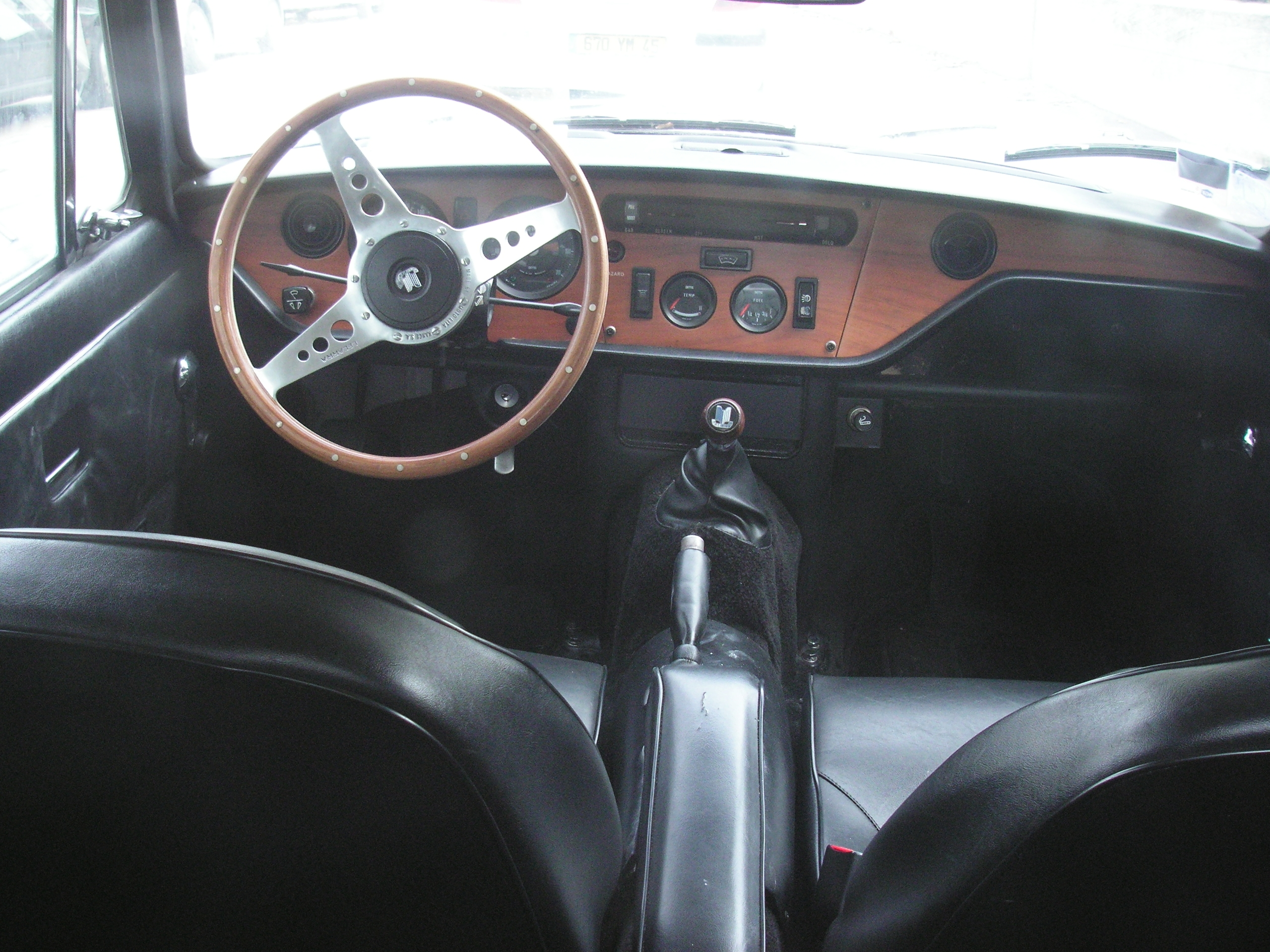
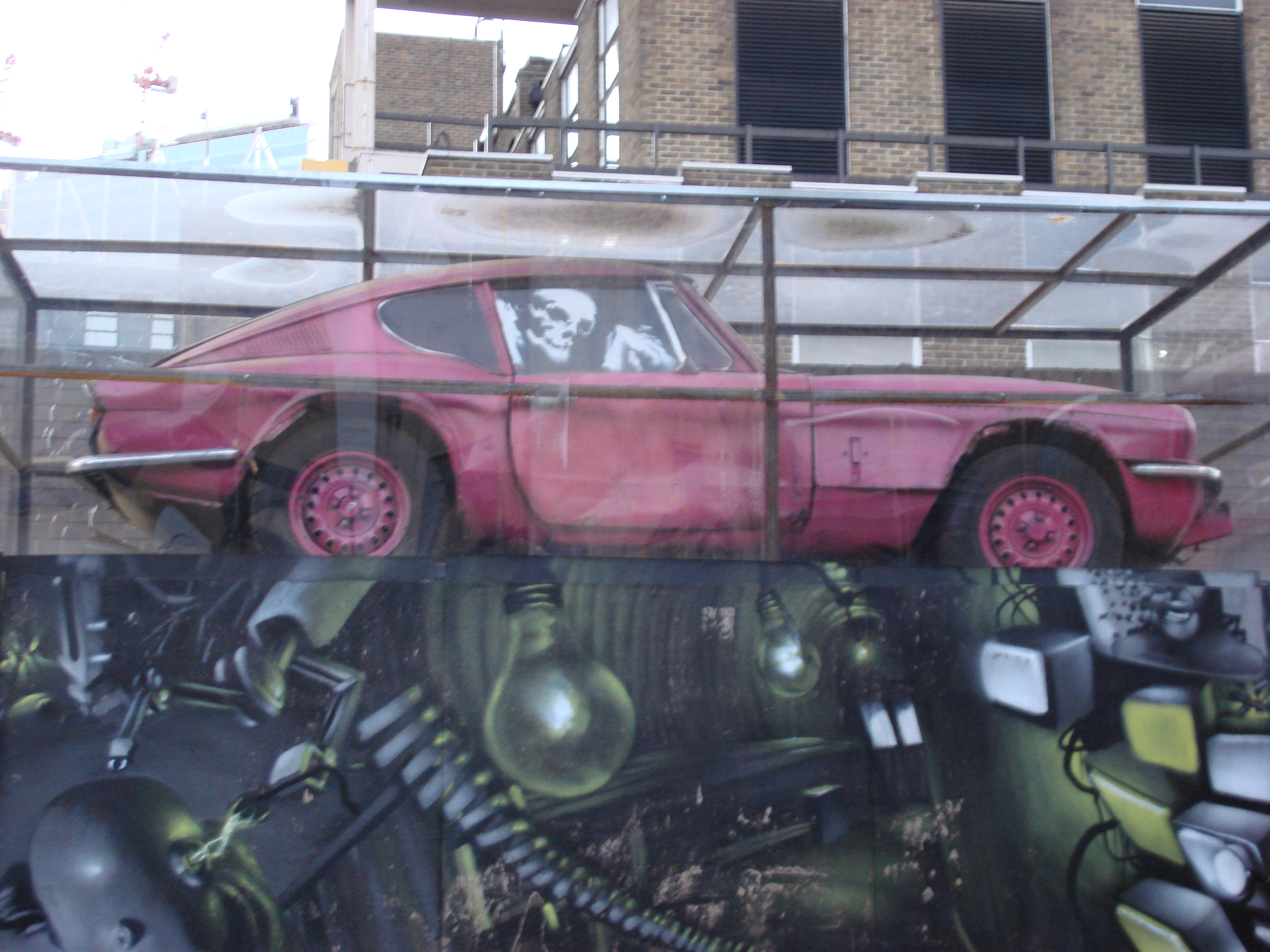
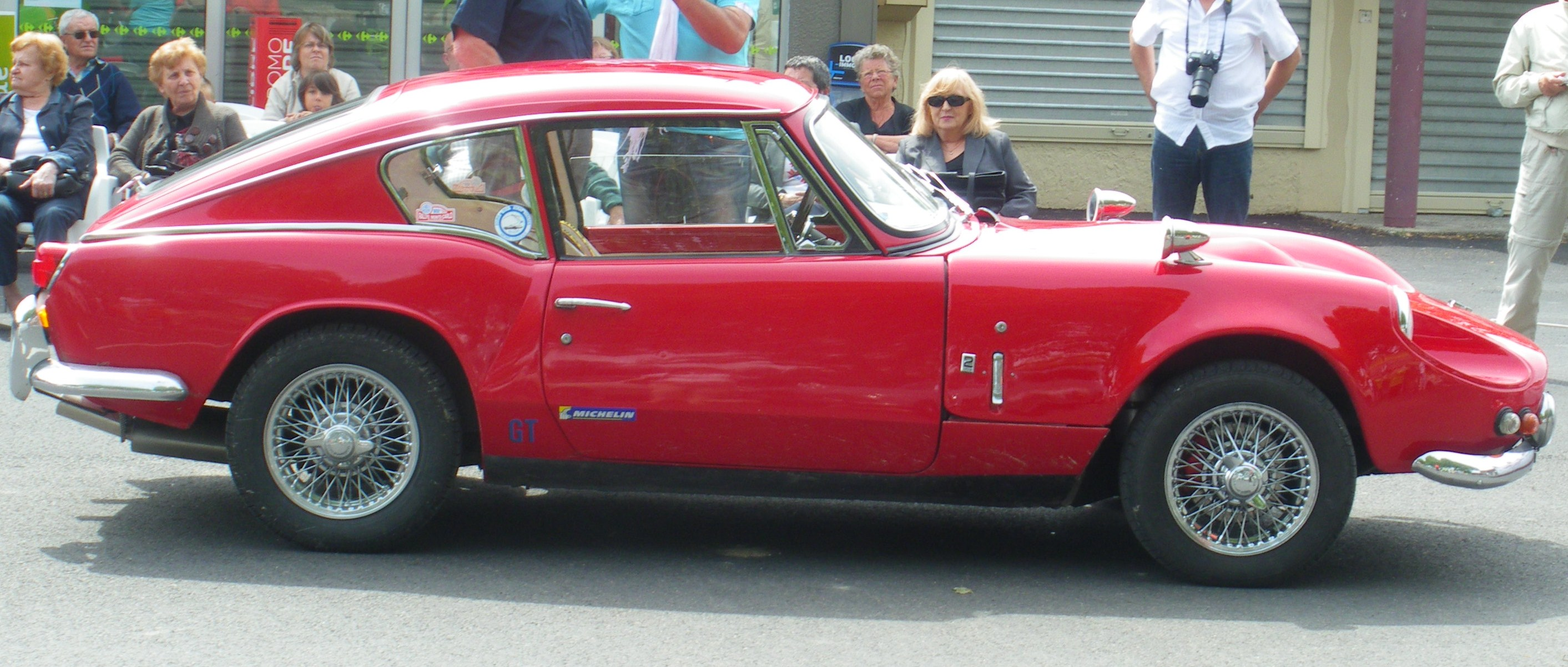
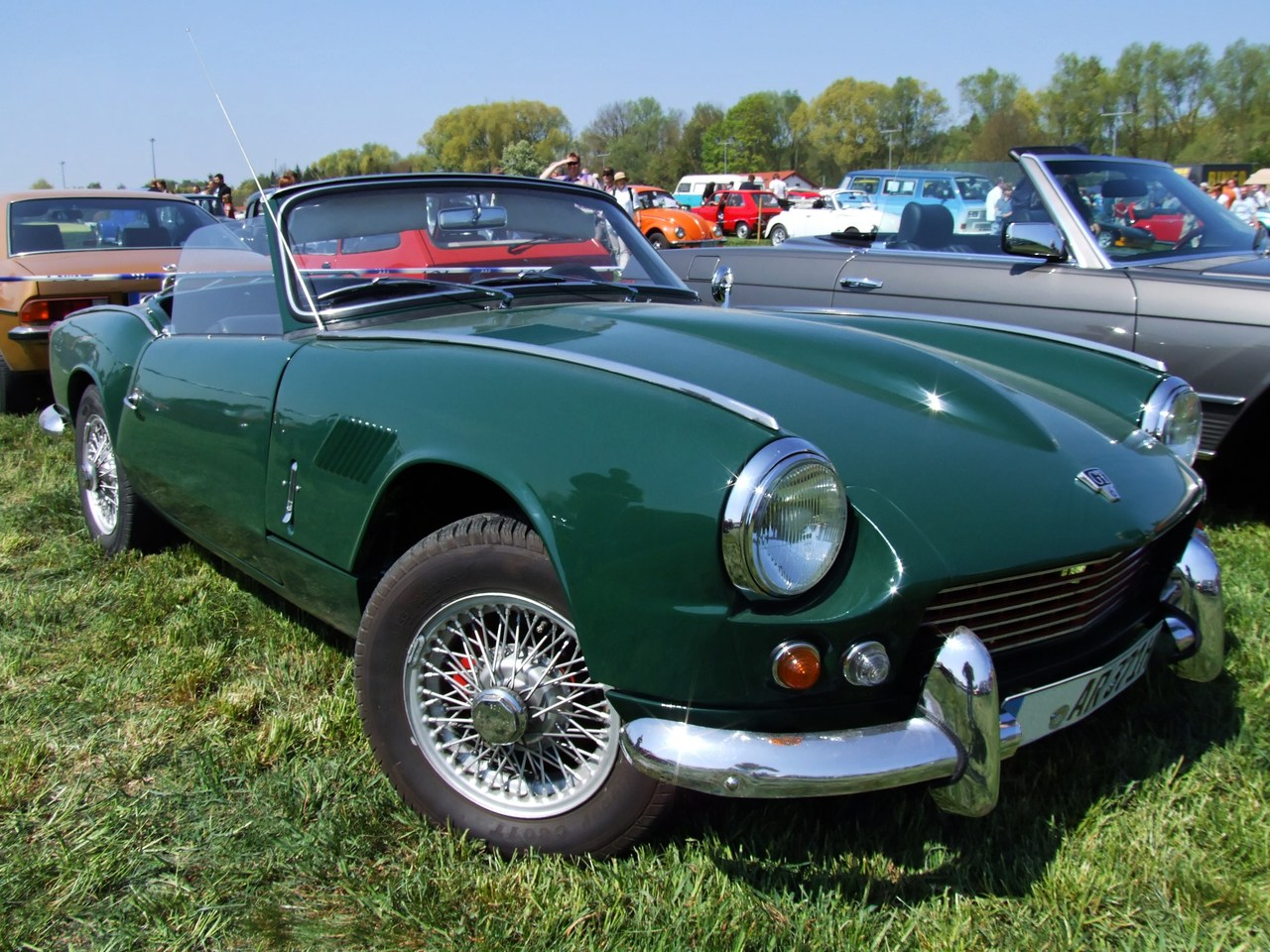